# Danh sách tên phổ biến nhất ở Hàn Quốc
Đây là danh sách tên phổ biến nhất ở Hàn Quốc mà không kèm theo họ được phân loại theo năm sinh và giới tính, thống kê trong nhiều năm.
Ngoài việc trẻ em mới sinh được cha mẹ đặt theo những tên phổ biến mới, nhiều trường trường hợp người lớn cảm thấy tên mình lỗi thời cũng muốn đổi tên. Trong những năm 2000 tới 2010, tổng cộng 844.615 người (1/60 người Hàn Quốc) đăng ký đổi tên; 730.277 người trong số đó đã được chấp thuận. Trong năm 2010, 552 nam giới đã đổi tên thành Min-jun trong khi 1.401 phụ nữ chọn Seo-yeon là tên mới cho mình.

## 2015
| Chuyển tự thông dụng    | McCune–Reischauer       | Romaja quốc ngữ         | Hangul                  | Số lượng |
| ----------------------- | ----------------------- | ----------------------- | ----------------------- | -------- |
| Min-jun                 | Minjun                  | Min-jun                 | 민준                    | 3.741    |
| Seo-jun                 | Sŏjun                   | Seo-jun                 | 서준                    | 3.422    |
| Ha-joon                 | Hajun                   | Ha-jun                  | 하준                    | 3.007    |
| Do-yun                  | Toyun                   | Do-yun                  | 도윤                    | 2.782    |
| Joo-won                 | Chuwŏn                  | Ju-won                  | 주원                    | 2.664    |
| Ye-jun                  | Yejun                   | Ye-jun                  | 예준                    | 2.635    |
| Joon-woo                | Chunu                   | Junu                    | 준우                    | 2.174    |
| Ji-ho                   | Chiho                   | Ji-ho                   | 지호                    | 2.095    |
| Ji-hu                   | Chihu                   | Ji-hu                   | 지후                    | 1.968    |
| Jun-seo                 | Chunsŏ                  | Jun-seo                 | 준서                    | 1.930    |
| Tổng số bé trai sơ sinh | Tổng số bé trai sơ sinh | Tổng số bé trai sơ sinh | Tổng số bé trai sơ sinh | 222.854  |

| Chuyển tự thông dụng   | McCune–Reischauer      | Romaja quốc ngữ        | Hangul                 | Số lượng |
| ---------------------- | ---------------------- | ---------------------- | ---------------------- | -------- |
| Seo-yun                | Sŏyun                  | Seo-yun                | 서윤                   | 3.048    |
| Seo-yeon               | Sŏyŏn                  | Seo-yeon               | 서연                   | 2.936    |
| Ji-woo                 | Chiu                   | Jiu                    | 지우                   | 2.668    |
| Ji-yoo                 | Chiyu                  | Ji-yu                  | 지유                   | 2.468    |
| Ha-yoon                | Hayun                  | Ha-yun                 | 하윤                   | 2.356    |
| Seo-hyeon              | Sŏhyŏn                 | Seo-hyeon              | 서현                   | 2.212    |
| Min-seo                | Minsŏ                  | Min-seo                | 민서                   | 2.209    |
| Ha-eun                 | Haŭn                   | Ha-eun                 | 하은                   | 2.161    |
| Ji-a                   | Chia                   | Ji-a                   | 지아                   | 2.140    |
| Da-eun                 | Taŭn                   | Da-eun                 | 다은                   | 2.000    |
| Tổng số bé gái sơ sinh | Tổng số bé gái sơ sinh | Tổng số bé gái sơ sinh | Tổng số bé gái sơ sinh | 211.403  |

## 2012
| Chuyển tự thông dụng | McCune–Reischauer | Romaja quốc ngữ | Hangul |
| -------------------- | ----------------- | --------------- | ------ |
| Min-jun              | Minjun            | Min-jun         | 민준   |
| Seo-jun              | Sŏjun             | Seo-jun         | 서준   |
| Joo-won              | Chuwŏn            | Ju-won          | 주원   |
| Ye-jun               | Yejun             | Ye-jun          | 예준   |
| Shi-woo              | Siu               | Siu             | 시우   |
| Jun-seo              | Chunsŏ            | Jun-seo         | 준서   |
| Do-yun               | Toyun             | Do-yun          | 도윤   |
| Hyun-woo             | Hyŏnu             | Hyeonu          | 현우   |
| Gun-woo              | Kŏnu              | Geonu           | 건우   |
| Ji-hoon              | Chihun            | Ji-hun          | 지훈   |

| Chuyển tự thông dụng | McCune–Reischauer | Romaja quốc ngữ | Hangul |
| -------------------- | ----------------- | --------------- | ------ |
| Seo-yeon             | Sŏyŏn             | Seo-yeon        | 서연   |
| Seo-yun              | Sŏyun             | Seo-yun         | 서윤   |
| Ji-woo               | Chiu              | Jiu             | 지우   |
| Seo-hyeon            | Sŏhyŏn            | Seo-hyeon       | 서현   |
| Min-seo              | Minsŏ             | Min-seo         | 민서   |
| Yun-seo              | Yunsŏ             | Yun-seo         | 윤서   |
| Chae-won             | Ch'aewŏn          | Chae-won        | 채원   |
| Ha-yoon              | Hayun             | Hayun           | 하윤   |
| Ji-a                 | Chia              | Ji-a            | 지아   |
| Eun-seo              | Ŭnsŏ              | Eun-seo         | 은서   |

## 2011
| Chuyển tự thông dụng | McCune–Reischauer | Romaja quốc ngữ | Hangul |
| -------------------- | ----------------- | --------------- | ------ |
| Min-jun              | Minjun            | Min-jun         | 민준   |
| Joo-won              | Chuwŏn            | Ju-won          | 주원   |
| Jun-seo              | Chunsŏ            | Jun-seo         | 준서   |
| Shi-woo              | Si'u              | Si-u            | 시우   |
| Ye-jun               | Yejun             | Ye-jun          | 예준   |
| Seo-jun              | Sŏchun            | Seo-jun         | 서준   |
| Ji-hu                | Chihu             | Ji-hu           | 지후   |
| Ji-hoon              | Chihun            | Ji-hun          | 지훈   |
| Hyun-woo             | Hyŏnu             | Hyeon-u         | 현우   |
| Do-hyun              | Tohyŏn            | Do-hyeon        | 도현   |

| Chuyển tự thông dụng | McCune–Reischauer | Romaja quốc ngữ | Hangul |
| -------------------- | ----------------- | --------------- | ------ |
| Seo-yeon             | Sŏyŏn             | Seo-yeon        | 서연   |
| Seo-hyeon            | Sŏhyŏn            | Seo-hyeon       | 서현   |
| Min-seo              | Minsŏ             | Min-seo         | 민서   |
| Seo-yun              | Sŏyun             | Seo-yun         | 서윤   |
| Ji-woo               | Chi'u             | Ji-u            | 지우   |
| Ji-min               | Chimin            | Ji-min          | 지민   |
| Yun-seo              | Yunsŏ             | Yun-seo         | 윤서   |
| Ha-eun               | Ha'ŭn             | Ha-eun          | 하은   |
| Ji-yoon              | Chiyun            | Ji-yun          | 지윤   |
| Eun-seo              | Ǔnsŏ              | Eun-seo         | 은서   |

## 2009
| Chuyển tự thông dụng | McCune–Reischauer | Romaja quốc ngữ | Hangul | Number |
| -------------------- | ----------------- | --------------- | ------ | ------ |
| Min-jun              | Minjun            | Min-jun         | 민준   | 3,096  |
| Ji-hu                | Chihu             | Ji-hu           | 지후   | 2,159  |
| Ji-hoon              | Chihun            | Ji-hun          | 지훈   | 1,929  |
| Jun-seo              | Chunsŏ            | Jun-seo         | 준서   | 1,876  |
| Hyun-woo             | Hyŏnu             | Hyeon-u         | 현우   | 1,841  |
| Ye-jun               | Yejun             | Ye-jun          | 예준   | 1,747  |
| Kun-woo              | Kŏnu              | Geon-u          | 건우   | 1,727  |
| Hyun-jun             | Hyŏnjun           | Hyeon-jun       | 현준   | 1,681  |
| Min-jae              | Minjae            | Min-jae         | 민재   | 1,509  |
| Woo-jin              | Ujin              | U-jin           | 우진   | 1,506  |

| Chuyển tự thông dụng | McCune–Reischauer | Romaja quốc ngữ | Hangul | Number |
| -------------------- | ----------------- | --------------- | ------ | ------ |
| Seo-yeon             | Sŏyŏn             | Seo-yeon        | 서연   | 3,474  |
| Min-seo              | Minsŏ             | Min-seo         | 민서   | 2,972  |
| Seo-hyeon            | Sŏ-hyŏn           | Seo-hyeon       | 서현   | 2,678  |
| Ji-woo               | Chi-u             | Ji-u            | 지우   | 2,493  |
| Seo-yun              | Sŏyun             | Seo-yun         | 서윤   | 2,476  |
| Ji-min               | Chimin            | Ji-min          | 지민   | 2,435  |
| Su-bin               | Subin             | Su-bin          | 수빈   | 2,208  |
| Ha-eun               | Ha'ŭn             | Ha-eun          | 하은   | 2,156  |
| Ye-eun               | Ye'ŭn             | Ye-eun          | 예은   | 1,993  |
| Yun-seo              | Yunsŏ             | Yun-seo         | 윤서   | 1,921  |

## 2008
| Chuyển tự thông dụng | McCune–Reischauer | Romaja quốc ngữ | Hangul | Number |
| -------------------- | ----------------- | --------------- | ------ | ------ |
| Min-jun              | Minjun            | Min-jun         | 민준   | 2,641  |
| Ji-hoon              | Chihun            | Ji-hun          | 지훈   | 2,185  |
| Hyun-woo             | Hyŏnu             | Hyeon-u         | 현우   | 1,943  |
| Jun-seo              | Chunsŏ            | Jun-seo         | 준서   | 1,908  |
| Woo-jin              | Ujin              | U-jin           | 우진   | 1,811  |
| Kun-woo              | Kŏnu              | Geon-u          | 건우   | 1,722  |
| Ye-jun               | Yejun             | Ye-jun          | 예준   | 1,704  |
| Hyun-jun             | Hyŏnjun           | Hyeon-jun       | 현준   | 1,636  |
| Do-hyun              | Tohyŏn            | Do-hyeon        | 도현   | 1,572  |
| Dong-hyun            | Tong-hyŏn         | Dong-hyeon      | 동현   | 1,571  |

| Chuyển tự thông dụng | McCune–Reischauer | Romaja quốc ngữ | Hangul | Number |
| -------------------- | ----------------- | --------------- | ------ | ------ |
| Seo-yeon             | Sŏyŏn             | Seo-yeon        | 서연   | 3,270  |
| Min-seo              | Minsŏ             | Min-seo         | 민서   | 2,881  |
| Ji-min               | Chimin            | Ji-min          | 지민   | 2,792  |
| Seo-hyeon            | Sŏhyŏn            | Seo-hyeon       | 서현   | 2,625  |
| Seo-yun              | Sŏyun             | Seo-yun         | 서윤   | 2,514  |
| Ye-eun               | Ye'ŭn             | Ye-eun          | 예은   | 2,323  |
| Ha-eun               | Ha'ŭn             | Ha-eun          | 하은   | 2,109  |
| Ji-woo               | Chi'u             | Ji-u            | 지우   | 2,107  |
| Su-bin               | Subin             | Su-bin          | 수빈   | 2,069  |
| Yun-seo              | Yunsŏ             | Yun-seo         | 윤서   | 1,980  |

## 2006
| Chuyển tự thông dụng | McCune–Reischauer | Romaja quốc ngữ | Hangul | Number |
| -------------------- | ----------------- | --------------- | ------ | ------ |
| Min-jun              | Minjun            | Min-jun         | 민준   | 2,304  |
| Min-jae              | Minjae            | Min-jae         | 민재   | 1,733  |
| Ji-hoon              | Chihun            | Ji-hun          | 지훈   | 1,581  |
| Hyun-woo             | Hyŏnu             | Hyeonu          | 현우   | 1,581  |
| Jun-seo              | Chunsŏ            | Jun-seo         | 준서   | 1,485  |
| Hyun-jun             | Hyŏnjun           | Hyeon-jun       | 현준   | 1,457  |
| Seung-min            | Sŭngmin           | Seung-min       | 승민   | 1,428  |
| Min-sung             | Minsŏng           | Min-seong       | 민성   | 1,353  |
| Dong-hyun            | Tong-hyŏn         | Dong-hyeon      | 동현   | 1,313  |
| Sung-min             | Sŏngmin           | Seong-min       | 성민   | 1,286  |

| Chuyển tự thông dụng | McCune–Reischauer | Romaja quốc ngữ | Hangul | Number |
| -------------------- | ----------------- | --------------- | ------ | ------ |
| Seo-yeon             | Sŏyŏn             | Seo-yeon        | 서연   | 2,892  |
| Min-seo              | Minsŏ             | Min-seo         | 민서   | 2,718  |
| Su-bin               | Subin             | Su-bin          | 수빈   | 2,367  |
| Seo-hyeon            | Sŏhyŏn            | Seo-hyeon       | 서현   | 2,178  |
| Min-ji               | Minji             | Min-ji          | 민지   | 2,163  |
| Ye-eun               | Ye'ŭn             | Ye-eun          | 예은   | 2,126  |
| Ji-won               | Chiwŏn            | Ji-won          | 지원   | 2,095  |
| Soo-min              | Su-min            | Su-min          | 수민   | 2,075  |
| Ji-min               | Chimin            | Ji-min          | 지민   | 2,072  |
| Yu-jin               | Yujin             | Yu-jin          | 유진   | 2,016  |

## 1990
| Chuyển tự thông dụng | McCune–Reischauer | Romaja quốc ngữ | Hangul |
| -------------------- | ----------------- | --------------- | ------ |
| Ji-hoon              | Chihun            | Ji-hun          | 지훈   |
| Hyun-woo             | Hyŏnu             | Hyeon-u         | 현우   |
| Sung-min             | Sŏngmin           | Seong-min       | 성민   |
| Sung-hyun            | Sŏnghyŏn          | Seong-hyeon     | 성현   |
| Min-soo              | Minsu             | Min-su          | 민수   |
| Jun-young            | Chunyŏng          | Jun-yeong       | 준영   |
| Joon-ho              | Chunho            | Jun-ho          | 준호   |
| Min-kyu              | Min'gyu           | Min-gyu         | 민규   |
| Dong-hyun            | Tonghyŏn          | Dong-hyeon      | 동현   |
| Seung-hyun           | Sŭnghyŏn          | Seung-hyeon     | 승현   |

| Chuyển tự thông dụng | McCune–Reischauer | Romaja quốc ngữ | Hangul |
| -------------------- | ----------------- | --------------- | ------ |
| Ji-hye               | Chihye            | Ji-hye          | 지혜   |
| Ji-eun               | Chi'ŭn            | Ji-eun          | 지은   |
| Eun-ji               | Ŭnji              | Eun-ji          | 은지   |
| Min-ji               | Minji             | Min-ji          | 민지   |
| Hye-jin              | Hyejin            | Hye-jin         | 혜진   |
| Soo-jin              | Sujin             | Su-jin          | 수진   |
| Yu-jin               | Yujin             | Yu-jin          | 유진   |
| Seul-ki              | Sŭlgi             | Seulgi          | 슬기   |
| Ji-hyun              | Chihyŏn           | Ji-hyeon        | 지현   |
| Ji-young             | Chiyŏng           | Ji-yeong        | 지영   |

## 1980
| Chuyển tự thông dụng | McCune–Reischauer | Romaja quốc ngữ | Hangul |
| -------------------- | ----------------- | --------------- | ------ |
| Ji-hoon              | Chi-hun           | Ji-hun          | 지훈   |
| Sung-min             | Sŏng-min          | Seong-min       | 성민   |
| Jung-hoon            | Chŏng-hun         | Jeong-hun       | 정훈   |
| Joon-ho              | Chun-ho           | Jun-ho          | 준호   |
| Hyun-woo             | Hyŏn-u            | Hyeon-u         | 현우   |
| Sung-hoon            | Sŏng-hun          | Seong-hun       | 성훈   |
| Jin-ho               | Chin-ho           | Jin-ho          | 진호   |
| Dong-hyun            | Tong-hyŏn         | Dong-hyeon      | 동현   |
| Min-ho               | Min-ho            | Min-ho          | 민호   |
| Jun-young            | Chun-yŏng         | Jun-yeong       | 준영   |

| Chuyển tự thông dụng | McCune–Reischauer | Romaja quốc ngữ | Hangul |
| -------------------- | ----------------- | --------------- | ------ |
| Ji-hye               | Chi-hye           | Ji-hye          | 지혜   |
| Hye-jin              | Hye-jin           | Hye-jin         | 혜진   |
| Ji-young             | Chi-yŏng          | Ji-yeong        | 지영   |
| Ji-eun               | Chi-ŭn            | Ji-eun          | 지은   |
| Soo-jin              | Su-jin            | Su-jin          | 수진   |
| Eun-jung             | Ŭn-jŏng           | Eun-jeong       | 은정   |
| Ji-yeon              | Chi-yŏn           | Ji-yeon         | 지연   |
| Eun-young            | Ŭn-yŏng           | Eun-yeong       | 은영   |
| Sun-young            | Sŏn-yŏng          | Seon-yeong      | 선영   |
| Hyun-jung            | Hyŏn-jŏng         | Hyeon-jeong     | 현정   |

## 1970
| Chuyển tự thông dụng | McCune–Reischauer | Romaja quốc ngữ | Hangul |
| -------------------- | ----------------- | --------------- | ------ |
| Jung-hoon            | Chŏng-hun         | Jeong-hun       | 정훈   |
| Sung-ho              | Sŏng-ho           | Seong-ho        | 성호   |
| Sung-jin             | Sŏng-jin          | Seong-jin       | 성진   |
| Ji-hoon              | Chi-hun           | Ji-hun          | 지훈   |
| Sung-hoon            | Sŏng-hun          | Seong-hun       | 성훈   |
| Joon-ho              | Chun-ho           | Jun-ho          | 준호   |
| Jung-ho              | Chŏng-ho          | Jeong-ho        | 정호   |
| Sung-min             | Sŏng-min          | Seong-min       | 성민   |
| Sang-hoon            | Sang-hun          | Sang-hun        | 상훈   |
| Young-jin            | Yŏng-jin          | Yeong-jin       | 영진   |

| Chuyển tự thông dụng | McCune–Reischauer | Romaja quốc ngữ | Hangul |
| -------------------- | ----------------- | --------------- | ------ |
| Ji-young             | Ji-yŏng           | Ji-yeong        | 지영   |
| Hyun-jung            | Hyŏn-jŏng         | Hyeon-jeong     | 현정   |
| Eun-jung             | Ŭn-jŏng           | Eun-jeong       | 은정   |
| Hyun-joo             | Hyŏn-ju           | Hyeon-ju        | 현주   |
| Eun-young            | Ŭn-yŏng           | Eun-yeong       | 은영   |
| Eun-ju               | Ŭn-ju             | Eun-ju          | 은주   |
| Mi-kyung             | Mi-gyŏng          | Mi-gyeong       | 미경   |
| Eun-kyung            | Ŭn-gyŏng          | Eun-gyeong      | 은경   |
| Sun-young            | Sŏn-yŏng          | Seon-yeong      | 선영   |
| Mi-young             | Mi-yŏng           | Mi-yeong        | 미영   |

## 1960
| Chuyển tự thông dụng | McCune–Reischauer | Romaja quốc ngữ | Hangul |
| -------------------- | ----------------- | --------------- | ------ |
| Sung-ho              | Sŏng-ho           | Seong-ho        | 성호   |
| Young-soo            | Yŏng-su           | Yeong-su        | 영수   |
| Young-ho             | Yŏng-ho           | Yeong-ho        | 영호   |
| Jung-ho              | Chŏng-ho          | Jeong-ho        | 정호   |
| Young-chul           | Yŏng-chŏl         | Yeong-cheol     | 영철   |
| Young-jin            | Yŏng-jin          | Yeong-jin       | 영진   |
| Sung-soo             | Sŏng-su           | Seong-su        | 성수   |
| Jin-ho               | Chin-ho           | Jin-ho          | 진호   |
| Sang-hoon            | Sang-hun          | Sang-hun        | 상훈   |
| Jung-hoon            | Chŏng-hun         | Jeong-hun       | 정훈   |

| Chuyển tự thông dụng | McCune–Reischauer | Romaja quốc ngữ | Hangul |
| -------------------- | ----------------- | --------------- | ------ |
| Mi-kyung             | Mi-gyŏng          | Mi-gyeong       | 미경   |
| Mi-sook              | Mi-suk            | Mi-suk          | 미숙   |
| Kyung-hee            | Kyŏng-hŭi         | Gyeong-hui      | 경희   |
| Young-sook           | Yŏng-suk          | Yeong-suk       | 영숙   |
| Kyung-sook           | Kyŏng-suk         | Gyeong-suk      | 경숙   |
| Jung-hee             | Chŏng-hŭi         | Jeong-hui       | 정희   |
| Mi-young             | Mi-yŏng           | Mi-yeong        | 미영   |
| Hyun-sook            | Hyŏn-suk          | Hyeon-suk       | 현숙   |
| Young-hee            | Yŏng-hŭi          | Yeong-hui       | 영희   |
| Young-mi             | Yŏng-mi           | Yeong-mi        | 영미   |

## 1950
| Chuyển tự thông dụng | McCune–Reischauer | Romaja quốc ngữ | Hangul |
| -------------------- | ----------------- | --------------- | ------ |
| Young-soo            | Yŏng-su           | Yeong-su        | 영수   |
| Young-ho             | Yŏng-ho           | Yeong-ho        | 영호   |
| Sung-soo             | Sŏng-su           | Seong-su        | 성수   |
| Young-chul           | Yŏng-chŏl         | Yeong-cheol     | 영철   |
| Jung-ho              | Chŏng-ho          | Jeong-ho        | 정호   |
| Sung-ho              | Sŏng-ho           | Seong-ho        | 성호   |
| Young-sik            | Yŏng-sik          | Yeong-sik       | 영식   |
| Byung-chul           | Pyŏng-chŏl        | Byeong-cheol    | 병철   |
| Young-hwan           | Yŏng-hwan         | Yeong-hwan      | 영환   |
| Sang-chul            | Sang-chŏl         | Sang-cheol      | 상철   |

| Chuyển tự thông dụng | McCune–Reischauer | Romaja quốc ngữ | Hangul |
| -------------------- | ----------------- | --------------- | ------ |
| Young-sook           | Yŏng-suk          | Yeong-suk       | 영숙   |
| Jung-sook            | Chŏng-suk         | Jeong-suk       | 정숙   |
| Young-hee            | Yŏng-hŭi          | Yeong-hui       | 영희   |
| Jung-hee             | Chŏng-hŭi         | Jeong-hui       | 정희   |
| Myung-sook           | Myŏng-suk         | Myeong-suk      | 명숙   |
| Hyun-sook            | Hyŏn-suk          | Hyeon-suk       | 현숙   |
| Kyung-sook           | Kyŏng-suk         | Gyeong-suk      | 경숙   |
| In-sook              | In-suk            | In-suk          | 인숙   |
| Kyung-hee            | Kyŏng-hŭi         | Gyeong-hui      | 경희   |
| Kyung-ok             | Kyŏng-ok          | Gyeong-ok       | 경옥   |

## 1940
| Chuyển tự thông dụng | McCune–Reischauer | Romaja quốc ngữ | Hangul |
| -------------------- | ----------------- | --------------- | ------ |
| Young-ho             | Yŏng-ho           | Yeong-ho        | 영호   |
| Jong-soo             | Chong-su          | Jong-su         | 종수   |
| Byung-ho             | Pyŏng-ho          | Byeong-ho       | 병호   |
| Young-gi             | Yŏng-gi           | Yeong-gi        | 영기   |
| Il-sung              | Il-sŏng           | Il-seong        | 일성   |
| Young-sik            | Yŏng-sik          | Yeong-sik       | 영식   |
| Kyung-soo            | Kyŏng-su          | Gyeong-su       | 경수   |
| Young-chul           | Yŏng-chŏl         | Yeong-cheol     | 영철   |
| Sung-ki              | Sŏng-gi           | Seong-gi        | 성기   |
| Jong-yul             | Chong-yŏl         | Jong-yeol       | 종열   |

| Chuyển tự thông dụng | McCune–Reischauer | Romaja quốc ngữ | Hangul |
| -------------------- | ----------------- | --------------- | ------ |
| Young-ja             | Yŏng-ja           | Yeong-ja        | 영자   |
| Young-sook           | Yŏng-suk          | Yeong-suk       | 영숙   |
| Kyung-ja             | Kyŏng-ja          | Gyeong-ja       | 경자   |
| Jung-sook            | Chŏng-suk         | Jeong-suk       | 정숙   |
| Sook-ja              | Suk-ja            | Suk-ja          | 숙자   |
| Jeong-ja             | Chŏng-ja          | Jeong-ja        | 정자   |
| Soon-ja              | Sun-ja            | Sun-ja          | 순자   |
| Soon-hee             | Sun-hi            | Sun-hui         | 순희   |
| Jung-soon            | Chŏng-sun         | Jeong-sun       | 정순   |
| Chun-ja              | Ch'un-ja          | Chun-ja         | 춘자   |